# Лисиченко Дмитро Михайлович
Дмитро́ Лисиче́нко (*10 жовтня 1887, Дніпро — після 1930, концтабір ГУЛАГ) — український  публіцист , один із лідерів українського культурного руху в Катеринославі та член проводу «Просвіти», член Української Центральної Ради, провідний член катеринославської організації УСДРП, видатний діяч українського робітничого руху, український політик доби Російської імперії та УНР, близький знайомий і товариш по партії Володимира Винниченка, журналіст, бібліограф, видавець і дослідник української видавничої діяльності, преси та книготоргівлі на Катеринославщині, перекладач англійської та французької літератури, історик української преси. Жертва російського окупаційного терору.

## Біографія
Дмитро Лисиченко народився 1887 в Катеринославі. За архівними матеріалами, Лисиченко був позашлюбним синомМарії Лисиченко, мешканки села Красногригорівка Катеринославського повіту. Юнак, спраглий до знань, спромігся здобути середню освіту — Закінчив педагогічні (вчительські) курси.
Навколо Лисиченка та його дружини Марії зосереджувалася вся нелегальна праця катеринославської організації УСДРП (цю українську робітничу партію більшовицькі історики називали петлюрівською, бо ідеалом партії було звільнення робітництва від гніту капіталу і побудова самостійної української держави).
У листопаді 1908 Лисиченко разом з М. Стасюком клопотався перед Д. Яворниць-ким про допомогу у звільненні під заставу заарештованого товариша Феодосія Палянички (див. лист М. Стасюка до Д. Яворницького від 15 листопада 1908).
З 1910 стає одним із лідерів місцевої «Просвіти», знайомиться із письменником Володимиром Винниченком, з яким зберігає теплі стосунки до кінця життя.
«Дніпрові хвилі» називають Лисиченка як члена «Просвіти», який працював на обласній виставці 1910 в Катеринославі:

«Справою продажу книжок на виставці, — писав сучасник, — завідували з членів товариства д. д. Сіренко, Лисиченко, М. Веснін та М. Стасюк, яким допомагали приватні особи. Усього було продано на виставці на 714 рублів».

### Книгарня «Слово»

У цьому будинку по вул. Шевченка, 59 (колишня Поліцейська) з 1914 р. знаходилася перша українська книгарня "Слово", яку утримували Дмитро і Марія Лисиченки. Сучасне фото.

У Катеринославі Лисиченки тримали з 1913 по 1919 українську книгарню «Слово». Вона була тим центром, з якого планували розгорнути українську видавничу справу в усій південній Україні. Містилася книгарня спочатку за адресою Поліцейська, 36 (нині — вулиця Шевченка), а з 1914 — Поліцейська, 59, будинок Мізка. Фронтон будівлі прикрашають літери «ДПС» — Дім пролетарського студентства. Тут до і після війни знаходився історико-філологічний факультет держуніверситету.
Офіційно в ті роки Лисиченко був урядовцем служби зборів (таксувальником) Катерининської залізниці. А книгарня, що він заснував, була його побічним заняттям. Він сповна віддавався громадській роботі. Передусім — як пропагандист української книжки, друкованого слова.
Лисиченки листувалися з Борисом і Марією Грінченками, їхні листи і листівки на бланку книгарні «Слово» стосувалися в основному книжкових справ.
Мешкали Лисиченки у різний час і на Польовій (проспект Кірова), і на Первозванівській, 89. (Нині — вулиця Короленка, 89). Будинок теж, на щастя, зберігся — неподалік від сучасного Бабушкінського райвійськкомату. В цій же меморіальній будівлі квартирував до арешту у 1915 й Ілько Вирва (1888 — 1938). Отже, зберігся будинок, де мешкали три майбутні члени Української Центральної Ради, й годилося б вшанувати їх пам’ять.
У 1930 Лисиченко пригадував обставини, за яких виникла й існувала українська книгарня. Після Південно-Російської виставки 1910 гурток молоді, де Лисиченко грав провідну роль, з власної ініціативи склавши невеликий капітал (пай 3 крб.), почав виписувати та поширювати книжки — серед робітництва Брянського заводу, залізниці, службовців різних установ та учнів різних шкіл, передусім серед учнів учительського інституту, фельдшерської школи та ін. Продавали чимало книжок і по селах.

«Після праці впродовж року в гуртку виникла думка відкрити книгарню, — згадував Лисиченко — Та реалізувати цю думку так швидко не пощастило. Тільки за третім заходом, через рік здобули дозвіл на книготоргівлю з 15/VIII. 1913, а 20/Х того ж року в невеличкому приміщенні на Поліцейській вул., б. № 36, поруч з одночасно відкритим кооперативом «Народня торгівля», розпочала свою торгівлю перша українська книгарня в Дніпропетровську під назвою «Слово».

Без капіталів, тільки за допомогою деяких видавництв і книгарні «Л.-Н. Вісника», що дали свої книжки на комісію або в кредит, та кількох осіб, що позичили грошей, книгарня почала свою діяльність.
Енергії у впорядників не бракувало, і за рік, незважаючи на важкий матеріальний стан, книгарня перебралася вже в досить гарне приміщення на тій же вулиці, № 59».
За два місяці 1913 виторг книгарні «Слово» становив 762 крб., за 1914 — 4355 крб., за 1915 — 5872 крб. Лише в 1916 вперше баланс книгарні зведено без дефіциту.
Коли в травні 1914 В. Винниченко і його майбутня дружина таємно прибули з еміграції до Катеринослава, то певний час перебували в помешканні Лисиченка на Польовій. В. Винниченко тепло змалював Марію Лисиченко в образі Олі Степанівни — головної героїні свого оповідання «Босяк». Сучасники характеризували Марію Лисиченко як «надзвичайно віддану справі людину» (Юрій Тищенко-Сірий).
Книгарня «Слово» була тим центром, де планувалося почати діяльність українського видавництва в Катеринославі.
| «За реакції, що запанувала зі всесвітньою війною й поклала важку лапу на київські українські видавництва та гадала задушити всякі вияви українського руху, потреба в книжці не зменшилась, — згадував у 1930 Лисиченко — Серед гуртка, що купчився біля книгарні «Слово», виникла думка розпочати видавництво. Тому що на майбутній рік не передбачалося, що вийде хоч якийсь календар, спинилися на виданні календаря типу дешевого народного видання. Думку одразу ж переведено в життя. Зібрано паї й колективно складено календаря. Через місяць він побачив світ. Справа розпочалася якнайкраще і можна було сподіватися успіху й розвитку, бо енергії в ініціаторів не бракувало; з матеріального боку справа також налагоджувалася. Та несподівані арешти серед українського робітництва в місті наприкінці 1915 повиривали майже всіх ініціаторів видавництва, і вони опинились у в’язниці». |
Як людина скромна, Лисиченко пише тут у множині, але мова передусім про нього самого. Жандарми пильно стежили за кожним кроком власників книгарні «Слово». Самому Лисиченку дали «кличку наружного наблюдения» — «Книгар». Жандармам, напевне, було відомо, що книгарня «Слово» видавала не лише безневинні картки з портретами українських письменників Котляревського та Коцюбинського, але й відозву-плакат розміром з афішу, якою УСДРП відзначила десятиріччя революції 1905.

### Репресії та участь в Українській Революції
Заарештувати Лисиченка прийшли о третій годині ночі, а вже через тиждень, 3 грудня 1915, склали жандармський формуляр на нього з докладним описом біографічних даних, зовнішніх прикмет, фотографіями в анфас, профіль і повний зріст, а також відбитками пальців обох рук «державного злочинця».
Викрив місцеву організацію УСДРП Васько — «Золоті зуби», який мав про людське око слюсарну майстерню, а фактично був на утриманні жандармів, дістаючи від них дуже солідну плату. У щоденнику В. Винниченка «Золоті зуби» фігурують як символ поліцейських нишпорок. Васька-провокатора (справжнє прізвище — Скачков) заарештують одразу після Лютневої революції в Петербурзі, там він і сидів в ув’язненні, але його подальша доля — невідома.
Начальник Катеринославського губернського жандармського управління полковник Терентьев 2 лютого 1916 тристорінковим докладним звітом доносив катеринославському губернатору про самостійницьку підривну діяльність місцевої організації УСДРП. Позаяк Лисиченко був одним з її керівників, сподіватися йому якогось попусту, потурання було годі. Полковник прохав губернатора «в связи с переживаемым моментом об изъятии настоящего дела из общей подсудности и передаче в ведение Одесского Военно-Окружного суда». Губернатор не заперечував, бо «переживаемый момент» називався воєнним часом, і судили Лисиченка з усією суворістю його законів. Так Лисиченко у числі інших партійців був засуджений на каторжну тюрму.
З ув’язнення Лисиченка визволила Лютнева революція 1917-го. Він знов у вирі революційної роботи.
30 березня 1917 у Мануйлівці відбулися збори УСДРП м. Катеринослава та його околиць. Лисиченко разом з М. Ємцем «роз’яснюють російським товаришам значіння автономії України для українців». У 1917 разом з дружиною Лисиченко обирається до Центральної Ради.
Знов повертається до своєї книгарні «Слово», яка стояла опечатаною. Лисиченко заходився організовувати видавництво, яке мало б ту ж назву, що й книгарня, — «Слово». Спочатку воно видавало політичну літературу соціал-демократичного напряму — книжки Лібкнехта, Жореса. Але після початку російсько-большевицької окупації, з утворенням у місті партійного видавництва «Каменяр» припинило видання політичної літератури і спинилося переважно на виданні книжок для дітей та юнацтва.
Всього це видавництво видрукувало 23 назви — серед них «Дніпрові пороги» Василя Біднова, «Збірник найкращих пісень» Трохима Романченка, «Книжку-різдвянку» Олени Пчілки, «Мандрівку до осередку землі» Жуля Верна, «Українське кобзарство» Дмитра Яворницького...
Наприкінці 1918 видавництво «Слово» розпочало друкувати великий «Словник української мови» професора Дмитра Яворницького. Це мали бути три томи на 70 аркушів друку. Яворницький зібрав слова, які не потрапили до словника Бориса Грінченка і були його цінним доповненням. Та це видання, на жаль, не було доведене до кінця. Вийшов лише перший том на літери А — К.
У 1920 разом з виходом першого тому словника видавництво «Слово» припинило своє існування. Зміцніла радянська влада того року націоналізувала в місті усі видавництва. Що друкувати — віднині вирішували більшовицькі функціонери. А тут ще — паперова криза, розруха...
Одним словом, видавництво «Слово» передало свій видавничий портфель новому видавництву, закладеному при Катеринославському Союзі споживчих товариств. Таким чином, саме Лисиченку і його видавництву ми завдячуємо появою першого тому словника Яворницького. Лише лічені його примірники дійшли до нашого часу.

### Переїзд до Києва
На початку 1920-х, під загрозою арешту, Лисиченко вирішує виїхати з Січеслава до Києва, який став йому близьким і рідним як членові Української Центральної Ради. За доби УРСР, тобто у 1920-х, Лисиченко відійшов від політичної діяльності. Він завідує книгарнею Вукоопспілки (колишня книгарня «Київської старовини» з давніми національними традиціями) на Безаківській, 8.

«Книгарня була напрочуд добре організована, — згадує 96-річний киянин Юрій П'ядик, який у двадцяті роки працював під керівництвом Лисиченка — У книгарні можна оуло знайти книжки українською мовою або про Україну, які видавалися де-будь у світі. На прилавку завжди лежала свіжа газета, що її видавав В. Винниченко в Парижі. Не дивина, що тут можна було побачити київських письменників поодинці і групами. Звичайно, всі вони добре знали
Дмитра Лисиченка».

Завдяки своїй роботі в Києві Лисиченко був у центрі літературного життя 1920-х, того потужного духовного піднесення, яке згодом дістало назву «Розстріляного Відродження». Сам Лисиченко збагатив українську літературу перекладами світових класиків. Переклав з французької роман Ж. Верна «Мандрівка до осередку землі», а з англійської твори Джека Лондона «Морський вовк», «Пошитий у дурні», «Багряна чума», «Віра в людину», «Мартін Іден».
Частину перекладів Лондона видано 1932 у Харкові під редакцією Освальда Бургардта.
Завдяки йому не були втрачені рукописи Івана Манжури. Лисиченко попрохав свого приятеля Трохима Романченка викупити у катеринославського книгаря В. Алексеева рукописи Івана Манжури. Так вони потрапили до Академії наук України.
Лисиченко був й ретельним бібліографом, автором київського часопису «Бібліологічні вісті». Він склав для Всеукраїнської Академії наук докладний бібліографічний покажчик катеринославських видань, є автором ґрунтовної розвідки «Короткий огляд української видавничої діяльності, преси та книготоргівлі на колишній Катеринославщині» (1930), вміщеної на сторінках «Бібліологічних вістей». У цьому ж часописі в 1920-х видрукувані його статті «Українська преса в Катеринославі», «Стан книжкової торгівлі» і «Рукописи Івана Манжури». В часописі «Західна Україна» вміщені його статті «Мова книжкових полиць» і «Канадська більшовицька драма». А «Червоний шлях» (1930) друкував його нарис «В Середній Азії». Оце практично і увесь відомий нам доробок Лисиченка — арешти не сприяли творчості...
Як свідчать архівні матеріали, Лисиченки до 17 листопада 1930 жили у Києві на Андріївському узвозі. Лисиченко завідував коморою Київської філії Книгоспілки.

### Викрадення ОГПУ та вбивство у концтаборі

Картка арештованого Дмитра Лисиченка, 1915 р.

Картка арештованого Дмитра Лисиченка (зворотній бік).

Заарештований органами ДПУ 17 листопада 1930. За постановою судової трійки при колегії ДПУ УРСР 13 лютого 1931 на підставі статті 54-7 Карного кодексу УРСР засуджений до п’яти років виправно-трудових таборів (ГУЛАГ). Убитий в концтаборі.
Ось як висловився з приводу його арешту Ю. П’ядик: 

«Вірогідно, що за тодішньою практикою йому додали строк, а, може, й стратили. Він був звинувачений, здається, у розповсюдженні націоналістичної літератури. Думаю, що практично це було так. «Книгоспілка» була спадкоємцем видавництва «Дніпросоюз». Після нього в коморі залишилося багато плакатів, наскільки я пригадую, кооперативного та сільськогосподарського змісту. У книжковій коморі, особливо восени, коли розсилалися підручники, пакувалося багато тюків. Щоби книжки не псувалися, їх загортали у ці плакати, а потім у рогожі. Певно хтось з периферії написав до органів про це і колесо закрутилося..».  (З листа Юрія П"ядика до Миколи Чабана).
Так це було чи ні — достеменно невідомо.

Реабілітовано Лисиченка лише 20 квітня 1989.

### Родина
Дружина Лисиченка — Марія (уроджена Кириченко; нар. 1890) — помітна постать національно-визвольного руху. 1917 обиралася від УСДРП членом Центральної Ради. З переїздом до Києва, друкувалася в періодиці з оповіданнями та нарисами, активно виступала як перекладач з англійської мови. 1927—1930 в її перекладах вийшли твори Джека Лондона (близько десяти книжок), Майн Ріда, Етель Войнич, Джозефа Конрада, Шервуда Андерсона, роман Джона Дос Пассоса «Менгеттен».

## Твори
- Українська преса в Катеринославі // Бібліологічні вісти. 1923. — Лисиченко Д. Короткий огляд українське ничої діяльносте, преси та книготоргівлі к шній Катеринославщині // Бібліологічні 1930.— № 2,3.
- Лисиченко Д. Короткий огляд української видавничої діяльності, преси та книготоргівлі на колишній Катеринославщині // Бібліологічні вісти. — 1930. № 2, 3.